# Mossbrunlöpare
Mossbrunlöpare (Trechus rivularis) är en skalbaggsart som först beskrevs av Leonard Gyllenhaal 1810.  Mossbrunlöpare ingår i släktet Trechus, och familjen jordlöpare. Arten är reproducerande i Sverige.

## Bildgalleri

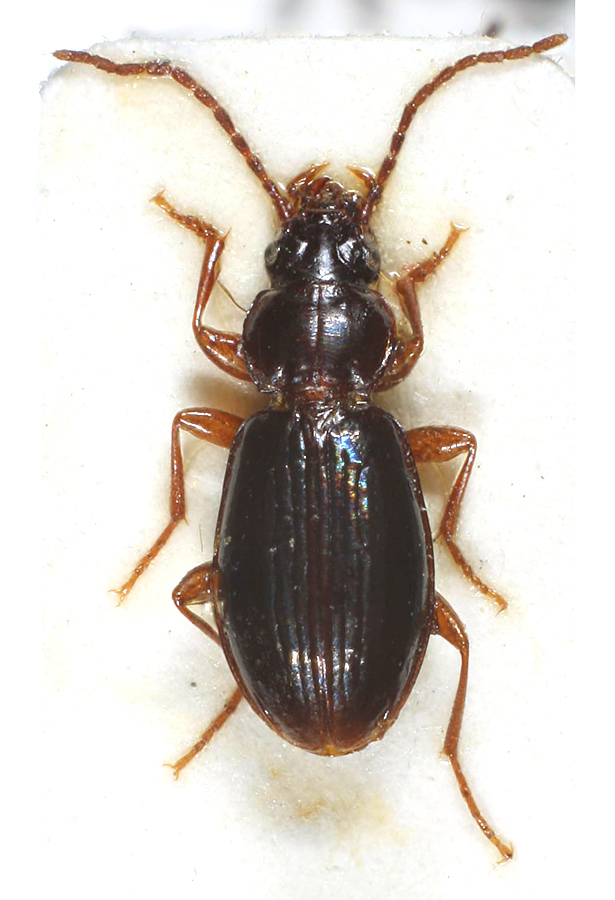